# Jordskælv
Et jordskælv er en rystelse af jordens overflade. Jordskælv skyldes typisk, at kontinentalpladerne flytter sig, sådan som det er beskrevet i teorien om pladetektonik. Videnskaben om jordskælv kaldes seismologi (græsk seismós, (jord)skælv). En anden årsag til jordskælv kan være landhævning. Det sker hyppigt i Nordskandinavien, hvor landhævningen er større end i Danmark.
Den tekniske, objektive styrke af jordskælv kan måles på mange forskellige måder, hvor Richterskalaen er den mest kendte, men langt fra den mest korrekte. Skaderne og menneskers fornemmelse af skælvet måles derimod med Mercalliskalaen. Et jordskælvs centrum på jordoverfladen kaldes epicenter. Det ligger lige over hypocenteret, stedet hvor jordskælvet finder sted nede i jorden. Jordskælvenes epicentre samler sig ofte i linjer langs forkastningszoner. En sådan zone er for eksempel Tornqvistzonen, der strækker sig gennem Skåne, Kattegat og Nordjylland.
Større jordskælv i Danmark menes at have forekommet, men meget sjældent. Europas mest jordskælvsaktive land er Grækenland. I de seneste 100 år er over en million mennesker omkommet som følge af jordskælv. Mellem 1906 og 2005 har der været 17 jordskælv i størrelsesordenen 8,5 til 9,5. Vær her opmærksom på at styrken af jordskælvet ikke måles på richterskalaen, men på en skala der betegnes moment magnitude scale (MMS). De 17 omtalte jordskælv er registreret af USGS som angiver styrken i på MMS
Jordskælv er årsagen til en stor del af de seismiske bølger.

## Årsager
Et jordskælv kan opstå på flere måder.
1. Når to tektoniske plader støder sammen.
2. Når pladerne gnider mod hinanden. Det kaldes også transforme grænser.
3. Når de støder sammen kan den ene plade glide ned under den anden, som igen skaber friktion, som kan skabe rystelser. På den måde kan der dannes bjerge, hvis den øverste plade skraber materiale af den nederste. Dette kaldes også konvergente grænser.
4. Når to plader støder sammen, og de skubber hinanden opad. Også på denne måde kan der opstå bjerge, fordi pladerne skubber hinanden opad.
5. Når to plader trækker sig fra hinanden. Dette kaldes også divergente grænser.

### Kontinentalplader
Ifølge teorien om pladetektonik er jordens overflade opdelt i kontinentalplader, også kaldet tektoniske plader. Det er en tyk (ca. 50 km i gennemsnit) plade, som består af vulkanske eller sedimentære bjergarter. Kontinentalpladerne har lavere massefylde end Jordens kappe, og de flyder derfor ovenpå. Pladerne er det lag af jorden, som kaldes lithosfæren (af græsk lithos, sten). Pladerne samles ca. hvert 200 millioner år til et superkontinent. Det sidste superkontinent hed Pangæa og skilte sig ad for omkring 200 millioner år siden. Pladerne bevæger sig typisk 10-40 mm om året, men helt op til 160 mm om året. Forskere mener, at det er varmen fra jordens kerne, der får pladerne til at bevæge sig.

## Jordskælvsmålinger
Når et jordskælv finder sted registreres rystelserne af en række seismografiske målere. Disse målere var oprindeligt, ganske enkelt, et vægtlod forbundet til jorden med en fjeder og en dæmper. Når loddet bevægede sig blev bevægelserne registreret. I dag foregår dette elektronisk, men resultatet er det samme. Man registrerer rystelser i to vandrette, vinkelrette retninger og lodret retning. Man vil både kunne registrere rystelserne som forskydning, hastighed og acceleration som funktion af tiden. Disse er kendt som hhv. forskydning, hastighed eller acceleration-tids historik-diagrammer. Ud fra disse kan man bestemme den maksimale forskydning, hastighed og acceleration, samt varighed m.m.
Mere information omkring jordskælvet findet i forskellige bevægelsesspektre (ground motion spectra). Blandt disse spektre nævnes Fourier-spektrum, powerspektrum og responsspektrum. Alle har de det til fælles at de giver et indtryk af rystelsernes fordeling på forskellige frekvenser. Typisk plottes accelerationen som funktion af perioden (T). Dvs. accelerationen af en enkelt-frihedsgrads-oscillator sSingle degree of freedom oscillator) med forskellige naturlige perioder (cykliske egenfrekvenser). Der mindes om at sammenhængen mellem periode (T) og cyklisk frekvens er givet ved:
{\displaystyle T={\dfrac {2\pi }{2\omega }}}
Fourier-spektre er mulige igennem den matematiske betragtning, at alle funktioner som gentager sig selv vil kunne repræsenteres med med en Fourier række, bestående af trigonometriske led. Teorien bag dette er ikke inden for dette emne.
Responsspektre anvendes i høj grad i forbindelse med jordskælvsdesign af konstruktioner, idet man ud fra konstruktionens frekvens vil kunne bestemme konstruktionens respons til et givet jordskælv.

## Styrke

### Richterskalaen
Seismologen Charles Francis Richter anvendte i 1935 et Wood-Anderson seismometer til at definere styrken af jordskælv. Richterskalaen angiver 10-tals logaritmen til den maksimale svingningsamplitude (i mikrometer) målt på et Wood-Anderson seismometer, 100 km fra epicenteret. Richterskalaen er den mest kendte styrkeskala, men ikke den mest passende.
Der findes mange forskellige skalaer til at betegne et jordskælvs styrke - alle, undtagen Momentomfangsskalaen, har de det til fælles at de når en afmatning på et tidspunkt. Jordskælvstyrken vil ikke være retvisende efter dette afmatningspunkt. For Richterskalaen vil afmatningen begynde ved knap 6 og det er ikke muligt at måle styrken af et jordskælv på over 7 på Richterskalaen. Ydermere kan man kun måle styrken af højtliggende jordskælv mindre and 600 km fra epicenteret på Richterskalaen.
Jordskælvsstyrken benyttes ofte fejlagtigt i medierne. Når for eksempel USGS (United States Geological Survey) rapporterer at et jordskælv har fundet sted, angives styrken på momentomfangsskalaen, hvorefter det i danske medier efterfølgende berettes om det samme jordskælv med samme styrke, på Richterskalaen.

### Momentomfangsskalaen
Momentomfangsskalaen (eng. Moment Magnitude Scale, MMS med benævnelsen MW eller blot M) benyttes, lige som Richterskalaen, til at beskrive styrken af et jordskælv:
{\displaystyle M_{W}=\log(M_{0})/1{,}5-10{,}7}
Hvor M0 er det seismiske moment som er et udtryk for den energiudladning der har fundet sted i forbindelse med jordskælvet (og ikke et moment i traditionel forstand). Det seismiske moment er, i modsætning til øvrige styrkeskalaer, ikke baseret på de aktuelle rystelser, men på energiudladningen - rystelserne vil ikke nødvendigvis stige i takt med at energiudladningen stiger.
Momentomfangsskalaen er den eneste seismiske skala der ikke oplever en afmatning i takt med at jordskælvsstyrken stiger. Dette skyldes at det seismiske moment er et direkte mål for de faktorer der har forårsaget jordskælvet.

### Modificeret Mercalliskala
Mercalliskalaen går fra 0 til 12 og er en subjektiv skala der blev anvendt før i mangel på muligheden for objektive målinger. De tolv trin angiver forskellige observationer der kan gøres i forbindelse med jordskælvet. Denne skala benyttes undertiden, da øvrige skalaer ikke nødvendigvis fortæller noget om effekterne af et jordskælv.

## Skadevirkninger
Et større jordskælv kan få huse til at falde sammen. Jordskælvet i Kashmir 8. oktober 2005 fik 1500 huse til at styrte sammen. 90% af befolkningen i byen var påvirket af jordskælvet, og 73.000 mennesker døde. Dette jordskælv havde en styrke på 7,7. Skælvene i Danmark i december 2008 og februar 2010 havde en styrke på kun 4,6-4,7.
Et jordskælv under havet kan forårsage en tsunami. Bølgen kan næppe mærkes på havet, men kan bevæge sig med 700-900 km/t og ramme land med f.eks. op til 30 m høje bølger.

## Hyppighed
Små jordskælv opstår næsten hele tiden overalt i verden. De store jordskælv forekommer kun, hvor de tektoniske plader støder sammen (jordskælvszoner). Der kan imidlertid komme små jordskælv midt på en plade, fordi der også kan opstå spændinger på pladen eller i forkastningszoner. Det skete i Skåne 16. december 2008, hvor jordskælvet målte 4,7 på richterskalaen. I England, som ligger midt på en tektonisk plade, er der et jordskælv af styrke 3,7-4,6 omtrent hvert år, af styrke 4,7-5,5 hvert tiende år og af styrke 5,6 og derover en gang i løbet af 100 år. 90 % af alle jordskælv (og 85 % af de store) forekommer i en 40.000 km lang hesteskoformet zone langs Stillehavet.
Det er ikke muligt at forudsige hvor, hvornår og hvor kraftigt fremtidige jordskælv vil forekomme. Der findes en dog en række forskellige muligheder, hvorved man vil kunne give et bud på hvor hyppigt et jordskælv af en given styrke vil finde sted. En af disse er kendt som Gutenberg-Richters Gentagelseslov. På baggrund af indsamlede data har man mulighed for at forudsige sandsynligheden for, at et jordskælv vil overstige en vis styrke pr. år. Gutenberg-Richters Gentagelseslov (Recurrence Law) er givet ved følgende udtryk:
{\displaystyle \log \lambda _{m}=a-bm}
Hvor m er jordskælvets styrke og λm er den årlige rate for at et jordskælv af styrken m eller større indtræffer. a og b er empiriske parametre som lokations afhængige.
Ud fra Gutenberg-Richters Gentagelseslov er det også muligt at bestemme jordskælvets return period, TR:
{\displaystyle T_{R}=\lambda _{m}}

### Forudsigelse af jordskælvsparametre
Ved hjælp af såkaldte Predictive Relationships er det muligt at forudsige forskellige jordskælvsparametre. Disse parametre omfatter bl.a. følgende parametre:
- Maksimal acceleration (Peak ground acceleration, PGA)
- Maksimal hastighed (Peak Ground Velocity, PGV)
- Dominerede periode (Predominant Period, Tp)
- Periode Bredde (Bandwidth)
- Varighed (Duration, Td)
- Forskellige spektrum intensiteter (SI, VSI, ASI og Arias)

og mange flere.
I og med det er forudsigelser er de tæt forbundet med eksisterende data og i høj grad statiske betragtninger.

## Større jordskælv i verden
- Jordskælvet i Chile 1960 - Det største jordskælv, der nogensinde har været målt.[6]
- Jordskælvet i Det Indiske Ocean 2004 - Det næststørste jordskælv, der har været målt.
- Jordskælvet ved Sendai 2011
- Jordskælvet i Haiti 2010
- Jordskælvet i L'Aquila 2009
- Jordskælvet i Kashmir 2005
- Jordskælvet i Baluchistan 1945
- Jordskælvet i Baluchistan 2008
- Jordskælvet i Kobe den 17. januar 1995
- Jordskælvet i Lissabon 1755
- Jordskælvet i Tangshan 1976
- Jordskælvet i Sichuan maj 2008
- Jordskælvet i San Francisco 1906
- Jordskælvet i Basel 1356

Den 31. august 1819 kl. 14.30 var der et forholdsvis kraftigt jordskælv med epicenter nær Lurøy i Ranafjorden i Nordnorge. Det varede 5-10 minutter. Vægge, skorstene og nogle træbygninger blev beskadiget. Da det var den første dag med godt vejr i flere uger, var folk ude for at bjærge hø, og ingen mennesker blev dræbt. Skælvet udløste mange store stenskred og voldsomme bølger ved kysten. Skælvet anslås til 8 på Mercalliskalaen. Det mærkedes også i Trondhjem, Nordsverige og Finland. Der var daglige efterskælv i flere uger, fulgt af en ca. tiårig periode med flere følelige skælv om året.

### Jordskælvet i Det Indiske Ocean 2004
Den 26. december 2004 ramte et voldsomt jordskælv det Indiske Ocean. Epicentret lå 160 kilometer vest for Sumatra, og hypocentret lå i 30 kilometers dybde. Jordskælvet havde en styrke svarende til en eksplosion på 26,3 megaton. Jordskælvet udløste en flodbølge (tsunami), som ramte Sumatra, Sri Lanka, Indonesien, Indien og Thailand. Bølgen var nogle steder 10 meter høj, men de fleste steder 3-6 meter høj. Tsunamien dræbte over 180.000 og gjorde 1,1 millioner mennesker hjemløse.

## Jordskælv i Danmark
Jordskælv, der er så kraftige, at de mærkes, er ganske sjældne i Danmark; men små skælv forekommer jævnligt.
De nordlige og østlige dele af Danmark ligger ved en større forkastningszone, Sorgenfrei-Tornqvist-zonen eller Tornqvistzonen, der løber fra Sortehavet til Skotland. Forkastningen løber tværs gennem Skåne fra sydøst til nordvest, hvor den tydeligt kan ses på et geologisk kort. I Danmark forløber den via Bornholm, den nordlige øresundskyst, Kattegat, Vendsyssel, Thy og Skagerrak. De mest jordskælvsaktive områder i Danmark er derfor Thy,Læsø og Nordsjælland. Jordskælv forekommer derimod ikke i den sydvestlige del af Danmark.
Geologiprofessor Jens Morten Hansen har dokumenteret, at Læsø drejede om sin egen akse og sank i havet for ca. 4.500 år siden i bronzealderen, formodentlig under et jordskælv på 7-8 på Richterskalaen. Læsø genopstod for højst 3.000 år siden. Han mener, at der siden dengang har været kraftige jordskælv gennemsnitligt en gang hver 300-400 år. Han hævder også, at atomkraftværket Barsebäck er fejlplaceret, og at det ville have været ulovligt i USA at placere et atomkraftværk i en tilsvarende risikozone.
Et jordskælv i Danmark fra 1173 er veldokumenteret, bl.a. i Scriptores rerum Danicarum.
Den store jordskælvskatastrofe i Lissabon den 1. november 1755 kunne også mærkes i København.
Kattegat den 22. december 1759 (se nedenfor).
Thy den 3. april 1841 (se nedenfor).
Den 23. oktober 1904 ramte et jordskælv Oslo. Det havde en styrke på 5,4 og kunne mærkes fra Namsos til Polen; også i Danmark. Ingen menneskeliv gik tabt, men bygninger i Oslo fik betydelige skader. Oslo ligger i en såkaldt graben, en forsænkning mellem to forkastninger i jordskorpen, hvad der øger sandsynligheden for jordskælv på over 5 på Richterskalaen, ligesom i Øygarden udenfor Bergen. Hverken Stortinget eller slottet i Oslo ville tåle et større jordskælv; Oslofjordtunnelen stilles der spørgsmål ved.
Den 15. juni 1985 ramte et jordskælv med styrke 4,5 på Richterskalaen det nordøstlige Sjælland og Sydsverige. Epicenter var i havet nord for Gilleleje.
Den 6. november 2001 kl. 19.05 ramte et jordskælv med knap 3 på Richterskalaen området mellem Holbæk og Roskilde.
Den 23. februar 2004 kl. 9.38 ramte et jordskælv med styrke 3 på Richterskalaen Sjælland nær Køge.
Den 21. september 2004 kl. 15.34 blev København ramt af rystelserne fra et jordskælv med epicenter i Kaliningrad, hvor det måltes til styrke 5 på Richterskalaen. Skælvet anrettede flere skader og sprækkedannelse i jordskorpen i Kaliningrad-området. Rådhuset i Landskrona blev evakueret.
To rystelser omkring Glyngøre den 1. februar 2008 var derimod ikke et jordskælv, ifølge GEUS.
Skåne den 16. december 2008 (se nedenfor).
Thy den 19. februar 2010 (se nedenfor).
Den 6. august 2012 kl. 4.57 var der et jordskælv mellem Danmark og Sydsverige, målt til styrke 4,4 med epicenter i Kattegat 20 km sydøst for Anholt.
Den 16. august 2014 kl. 00.36 var der et jordskælv på Bornholm med styrke 2,6 og centrum 10 km syd for Dueodde. Det er bekræftet af GEUS.
Den 16. september 2018 kl. 10:57 udløstes et jordskælv på ca. 3,4 ML (cirka lig 3,4 på Richterskalaen) ved Holstebro (56.36N 8.66E).

### Kattegat den 22. december 1759
Den 22. december 1759 mellem 0.30 og 0.45 var der et større jordskælv omkring det nordlige Kattegat. Der var mindre skader på bygninger i Bohuslen og Nordjylland. En gavl i Budolfi Kirke i Ålborg styrtede ned. Styrken i kerneområdet anslås til 7 på mercalliskalaen. Et efterskælv fulgte klokken 5.30. Sjællands biskop bad alle sognepræster indsamle observationer, og der indkom 198 besvarelser, især fra Nordsjælland. Det kunne også føles i Hamborg, Christiania (Oslo), Bergen og Odense og ganske svagt i Stockholm. Isen på Limfjorden og Vejle Fjord brød op, og isen brød endda op på bundfrosne søer i Sverige.

### Thy den 3. april 1841
Den 3. april 1841 forekom et relativt kraftigt jordskælv i Nordvestjylland. Epicentret menes at have været ved Fur og Salling. Arup kirketårn på Hannæs revnede og en vielse blev afbrudt, fordi folk flygtede ud af kirken, skorstene faldt ned, og et hus i Thisted blev så beskadiget, at det måtte rives ned. Det anslås til 7 på mercalliskalaen.

### Skåne den 16. december 2008
Den 16. december 2008 kl. 06.20 ramte et moderat jordskælv Skåne og Sjælland. Skælvet havde epicenter nær Sjøbo 40-60 km øst for Malmø. Styrken opgives til at have været 4,3-4,9 på richterskalaen. Det varede cirka fem sekunder og blev mærket overalt i Skåne og i bl.a. København, Roskilde, Gilleleje, Østjylland, Odense, Aalborg, på Bornholm, i Gøteborg og i Rostock. Skælvet havde sit hypocenter ca. 10 km nede i jorden. Små løse genstande blev væltet, men der blev kun anrettet meget små materielle skader, sprækker i bygninger m.v. Det var igen Tornquistzonen der rørte på sig.

### Thy den 19. februar 2010
Den 19. februar 2010 kl. 22:08:56 udløstes et jordskælv i en dybde af ca. 10 km under epicentret i Vesterhavet ca. 45 km vest for Lyngby i Thy. Rystelserne nåede land et minut senere. Skælvet målte 4,7 på richterskalaen. Det blev især mærket i Thy og området omkring Holstebro og Lemvig, men også så langt borte som Hvide Sande, Herning, Viborg, Randers, Gistrup (ved Ålborg), Hauge i Dalane i Sydvestnorge, Gøteborg og Portsmouth i England.